# Музыка горячей воды
«Музыка горячей воды» (англ. Hot Water Music) — сборник рассказов американского писателя и поэта контркультуры Чарльза Буковски, изданный в 1983 году. На русский язык был переведён Максимом Немцовым и выпущен издательством «Эксмо».

## История
«Музыка горячей воды», третий сборник Чарльза Буковски после «Записок старого козла» и «Юга без признаков севера», был издан в 1983 году, одновременно с «Историями обыкновенного безумия» и «Первой красоткой в городе». Он состоит из 36 рассказов, составляющих своеобразную антологию о плохих людях, делающих плохие вещи. Тематика произведений — женщины и выпивка — излюбленная материя писателя. Персонаж, как и прежде, живущий в дешёвых отелях босяк в поисках лёгкого искупления или неудачливый игрок, в очередной раз поставивший на неправильную лошадь.
По словам самого Буковски, этот сборник произведений он постарался сделать максимально приближённым к правде. Рассказы написаны простым языком, от первого лица или в форме историй из жизни альтер эго автора — Генри Чинаски. Подаче материала характерна безоговорочная честность и безапелляционность суждений, достоверность персонажей и выверенность их диалогов. С другой стороны, нельзя не отметить присущие Чарльзу иронию, драйв и щемящую нежность.
- Грубее саранчи
- Ори, горя
- Парочка приживал
- Великий поэт
- Ты Лилли целовал
- Пламенная дамочка
- Мир отвратителен
- 900 фунтов
- Упадок и разрушение
- Вы читали Пиранделло?
- Удары в никуда
- Ну и матушка
- Скорбь гнуси
- Не вполне Бернадетта
- Вот так бодунище
- Рабочий день
- Человек, который любил лифты
- Головняк
- Утро из-под палки
- Туда-сюда-обратно
- Я тебя люблю, Альберт
- Белый пёс наседает
- Пьянь по межгороду
- Как напечатать свою книгу
- Паук
- Смерть отца I
- Смерть отца II
- Гарри Энн Лэндерз
- Пиво в баре на углу
- Птица на взлёте
- Холодная ночь
- Услуга Дону
- Богомолка
- Битый товар
- Хоумран
- Мари вокруг пальца